# Centralia (Kansas)
Centralia és una població dels Estats Units a l'estat de Kansas. Segons el cens del 2000 tenia 534 habitants.

## Demografia
Segons el cens del 2000, Centralia tenia 534 habitants, 216 habitatges, i 127 famílies. La densitat de població era de 458,2 habitants per km².
Dels 216 habitatges en un 27,3% hi vivien nens de menys de 18 anys, en un 54,6% hi vivien parelles casades, en un 3,7% dones solteres, i en un 41,2% no eren unitats familiars. En el 38,9% dels habitatges hi vivien persones soles el 28,7% de les quals corresponia a persones de 65 anys o més que vivien soles. El nombre mitjà de persones vivint en cada habitatge era de 2,29 i el nombre mitjà de persones que vivien en cada família era de 3,13.
Per edats la població es repartia de la següent manera: un 25,7% tenia menys de 18 anys, un 5,1% entre 18 i 24, un 21,7% entre 25 i 44, un 17,2% de 45 a 60 i un 30,3% 65 anys o més.
L'edat mediana era de 44 anys. Per cada 100 dones de 18 o més anys hi havia 83,8 homes.
La renda mediana per habitatge era de 22.240 $ i la renda mediana per família de 32.625 $. Els homes tenien una renda mediana de 22.500 $ mentre que les dones 16.591 $. La renda per capita de la població era de 14.813 $. Entorn del 8% de les famílies i el 14,5% de la població estaven per davall del llindar de pobresa.

## Poblacions més properes
El següent diagrama mostra les poblacions més properes.